# Казалбелтраме
Казалбелтраме (итал. Casalbeltrame) је насеље у Италији у округу Новара, региону Пијемонт.
Према процени из 2011. у насељу је живело 958 становника. Насеље се налази на надморској висини од 154 м.

## Становништво
| 1936. | 1951. | 1961. | 1971. | 1981. | 1991. | 2001. | 2011. |
| ----- | ----- | ----- | ----- | ----- | ----- | ----- | ----- |
| 1.071 | 1.062 | 789   | 544   | 627   | 673   | 832   | 1.076 |